# Megachile estebana
Megachile estebana är en biart som beskrevs av Cockerell 1924. Megachile estebana ingår i släktet tapetserarbin, och familjen buksamlarbin. Inga underarter finns listade i Catalogue of Life.